# 暗行御史:朝鮮秘密捜査団
『暗行御史：朝鮮秘密調査団』は2020年韓国のテレビドラマ。全16回。『暗行御史＜アメンオサ＞～朝鮮秘密捜査団』とも表記される。
2020年12月から2021年2月9日にかけて「KBS月火ドラマ」で放送され、主演したエル（キム・ミョンス）の兵役前最後のテレビドラマ出演となった。

## 出演
ソ・イギョム：エル（キム・ミョンス）
主人公。暗行御史。
ホン・ダイン/ホンラン：クォン・ナラ
朝鮮最高の妓生。実は都承旨（トスンジ）付きの茶母（タモ）。イギョムと共に御史団の一員として活動する。
パク・チュンサム：イ・イギョン
イギョムの下男。イギョムと共に御史団の一員として活動する。

## スタッフ
- 演出：キム・ジョンミン、イ・ミンス[5]
- 脚本：パク・ソンフン、カン・ミンソ[5]

## 放送・配信

### 日本での放送
日本での放送は2021年4月24日から衛星劇場で開始された。2021年12月17日からwowowオンラインで配信される。